# Megan Rain
Megan Rain (* 13. Juni 1996 in Palm Springs, Kalifornien) ist eine US-amerikanische Pornodarstellerin.

## Leben
Megan Rain wurde in Palm Springs in einer US-amerikanischen Familie mit peruanischen und italienischen Vorfahren geboren. Im August 2014 begann Rain mit der Agentur LA Direct Models zusammenzuarbeiten und in ihren ersten Pornofilmen mitzuspielen.
Sie ist mit der Pornodarstellerin Adriana Chechik befreundet, mit der sie in vielen Pornofilmen zusammen mitgespielt hat und für mehrere Auszeichnungen nominiert wurde.

## Filmografie (Auswahl)
Die Internet Adult Film Database (IAFD) listet bis heute (Stand: Dezember 2023) über 600 Filme, in denen sie mitgespielt hat.
- 2015–2017: Black & White 4, 9
- 2015: Oil Overload 14
- 2015: Adriana's a Slut
- 2015: Little Megan Rain Takes Big Cocks
- 2015: Barely Legal 147
- 2015: Only Megan Rain
- 2015: Young & Glamorous 8
- 2016: Slut Puppies 10
- 2016: Young & Beautiful 1
- 2016: DP Me 4
- 2016: Megan Escort Deluxe
- 2016: Megan Rain is Evil
- 2016: Moms Bang Teens 14
- 2016–2017: Women Seeking Women 135, 143
- 2017: The Stepmother 15
- 2017: Bang Bus 68
- 2017: Car Wash Girls 4
- 2017: Interracial Icon 6
- 2017: Anal Beauty 8
- 2017: Girl Squirt
- 2017: Undercover
- 2017: Brazzers House 2 (Webserie, 4 Folgen)
- 2017: Mandingo Massacre The 13th
- 2018: Moms Bang Teens 25
- 2018: Wet Dream Girls 4
- 2018: Teen Temptations 3
- 2019: Deviant Devil: Brett Rossi
- 2019: GIRLFUCK 3
- 2019: My Girl Loves Anal 9
- 2019: Desperate Teens Evicted
- 2019: My Girlfriend Shares Her Friends
- 2019: Sibling Secrets 5
- 2019: Tearing It Up 5
- 2019: Juicy Licks 5
- 2019: Stuffing My Horny Girlfriend 7
- 2019: I Only Like Girls
- 2019: Delicious Little Lies
- 2019: Teens Love Huge Cocks 27
- 2019: Young And Corrupt 4
- 2019: The Sexual Appetite Of A Young Petite 9
- 2019: Anal BAM! (Cover Star)
- 2020: I Kissed A MILF...& I Liked It
- 2020: Moms Lick Teens 26
- 2020: My Friend's Hot Girl 30
- 2020: Schoolgirl Massacre 2
- 2020: Parallel Lust 2
- 2020: Lesbian Ass Worshippers
- 2021: Dirty Intentions 12

## Auszeichnungen und Nominierungen
| Jahr | Preis            | gewonnen  | Award                                                                                    | Film                                   |
| ---- | ---------------- | --------- | ---------------------------------------------------------------------------------------- | -------------------------------------- |
| 2016 | AVN Award        | Nominiert | Best New Starlet                                                                         |                                        |
| 2016 | AVN Award        | Nominiert | Best Three-Way Sex Scene (G/G/B) (zusammen mit Adriana Chechik und Chris Strokes)        | Adriana’s a Slut                       |
| 2016 | AVN Award        | Nominiert | Fan Award: Hottest Newcomer                                                              | –                                      |
| 2016 | NightMoves Award | Gewonnen  | Best Butt                                                                                | –                                      |
| 2016 | XBIZ Award       | Nominiert | Best New Starlet                                                                         | –                                      |
| 2016 | XBIZ Award       | Nominiert | Best Sex Scene – All-Sex Release (zusammen mit Adriana Chechik und Chris Strokes)        | Adriana’s a Slut                       |
| 2016 | XRCO Award       | Nominiert | New Starlet                                                                              | –                                      |
| 2017 | AVN Award        | Nominiert | Beste Darstellerin                                                                       | –                                      |
| 2017 | AVN Award        | Gewonnen  | Best Anal Sex Scene (mit Manuel Ferrara)                                                 | Anal Models                            |
| 2017 | AVN Award        | Nominiert | Best All-Girl Group Sex Scene (mit Darcie Dolce und Morgan Lee)                          | The Lesbian Landlord                   |
| 2017 | AVN Award        | Nominiert | Best Double Penetration Sex Scene (mit James Deen und Mick Blue)                         | Young and Glamorous 8                  |
| 2017 | AVN Award        | Nominiert | Best Three-Way Sex Scene (G/G/B) (mit Marley Brinx und Tommy Pistol)                     | Tabu Tales: Me, My Brother and Another |
| 2017 | NightMoves Award | Nominiert | Most overlooked female performer                                                         | –                                      |
| 2017 | XBIZ Award       | Nominiert | Female Performer of the Year                                                             | –                                      |
| 2017 | XBIZ Award       | Nominiert | Best Sex Scene – Virtual Reality (mit Adriana Chechik und Arya Fae)                      | Zombie Slayers                         |
| 2017 | XBIZ Award       | Nominiert | Best Sex Scene – All-Girl (mit Darcie Dolce und Morgan Lee)                              | The Lesbian Landlord                   |
| 2017 | XRCO Award       | Nominiert | Female Performer of The Year                                                             | –                                      |
| 2017 | XRCO Award       | Nominiert | Orgasmic Analist of the Year                                                             | –                                      |
| 2018 | AVN Award        | Nominiert | Best Girl/Girl Sex Scene (mit Brett Rossi)                                               | Schoolgirl Massacre                    |
| 2018 | AVN Award        | Nominiert | Best Double-Penetration Sex Scene (mit John Strong und Steve Holmes)                     | Pump My Ass Full of Cum 4              |
| 2018 | AVN Award        | Gewonnen  | Best Virtual Reality Sex Scene (mit Adriana Chechik, Arya Fae und Tommy Gunn)            | Zombie Slayers                         |
| 2018 | AVN Award        | Nominiert | Best Sex Scene in a Foreign-Shot Production (mit Kristof Cale und Ricky Mancini)         | Megan Escort Deluxe                    |
| 2018 | AVN Award        | Gewonnen  | Best Three-Way Sex Scene Girl/Girl/Boy (mit Mick Blue und Riley Reid)                    | Young & Beautiful                      |
| 2018 | Fleshbot Award   | Nominiert | Female Performer Of The Year                                                             | –                                      |
| 2018 | Fleshbot Award   | Nominiert | Best Social Media Personality                                                            | –                                      |
| 2018 | XBIZ Award       | Nominiert | Best Anal Scene (mit John Strong und Steve Holmes)                                       | Pump My Ass Full of Cum 4              |
| 2019 | AVN Award        | Gewonnen  | Best Foreign-Shot All-Girl Sex Scene (mit Mina Sauvage)                                  | Undercover                             |
| 2019 | AVN Award        | Gewonnen  | Best Foreign-Shot Group Sex Scene (mit Alexa Tomas, Apolonia Lapiedra und Emilio Ardana) | Undercover                             |